# Анохин, Николай Юрьевич
Никола́й Ю́рьевич Ано́хин (родился 6 сентября 1956 года, Москва, СССР) — советский и российский художник, живописец. Заслуженный художник Российской Федерации (2025).

## Биография
Отец — Анохин Юрий Николаевич (1926—1977), заслуженный художник РСФСР.
Николай Анохин окончил Московский государственный академический художественный институт имени В. И. Сурикова. Дипломная работа — историческая картина «Воззвание Минина».
В 1988—1992 прошёл стажировку в Творческой мастерской живописи Академии художеств СССР.

## Творческая деятельность
Творчество Николая Анохина представляет собой развитие классического направления русской живописи, включающего элементы академизма и традиционализма.
В 1987—1993 годах Н. Ю. Анохин работал с группой художников в северных областях России.
В 1993—2000 годах занимался воссозданием интерьеров, иконостаса и росписей Рождественского собора Богородице-Рождественского монастыря в Москве.

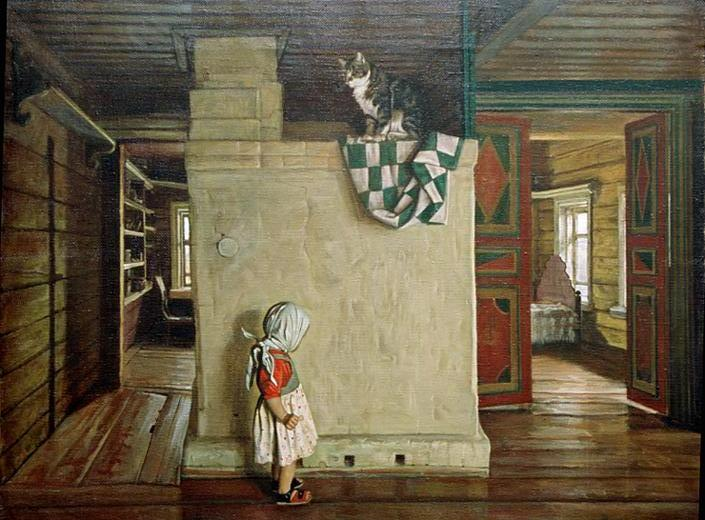
В старом доме Ракитиных. 1998

Является основателем творческого объединения «Русский Мир» (2002), в которое входят представители классического направления русской живописи, продолжающие и развивающие традиции В. И. Сурикова, В. М. Васнецова, А. А. Иванова. Выставки творческого объединения «Русский мир» проходили в Москве 2002—2004, Мюнхене 2006, Ватикане 2007.
Работы Н. Ю. Анохина находятся в музейных собраниях и частных коллекциях России, Германии, Англии, Японии, США, Франции, Ватикана.

## Объединение «Русский Мир»
В состав творческого объединения «Русский Мир» входят художники:
- Николай Анохин
- Сергей Смирнов
- Илья Каверзнев
- Николай Третьяков

## Ссылки

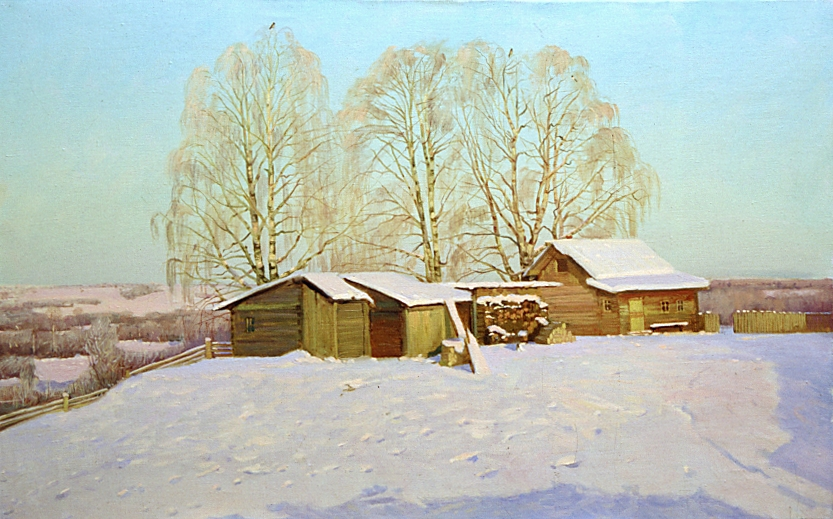
Зима. Мороз и солнце. 1998

## Галерея

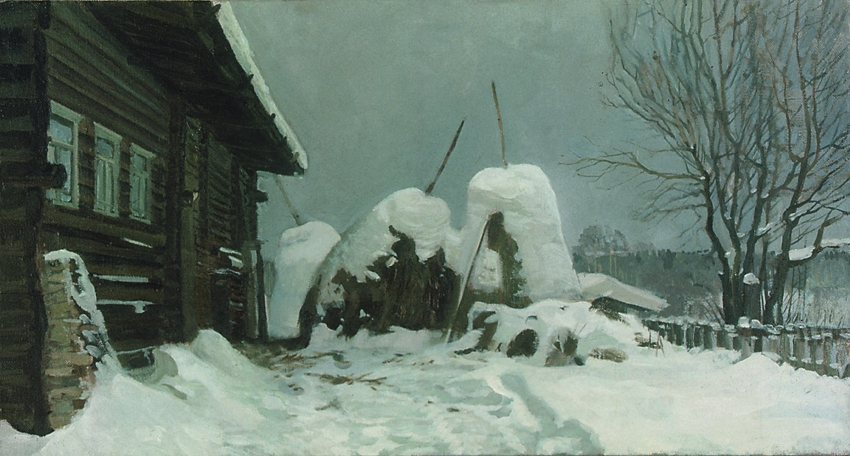
Оттепель. 1991
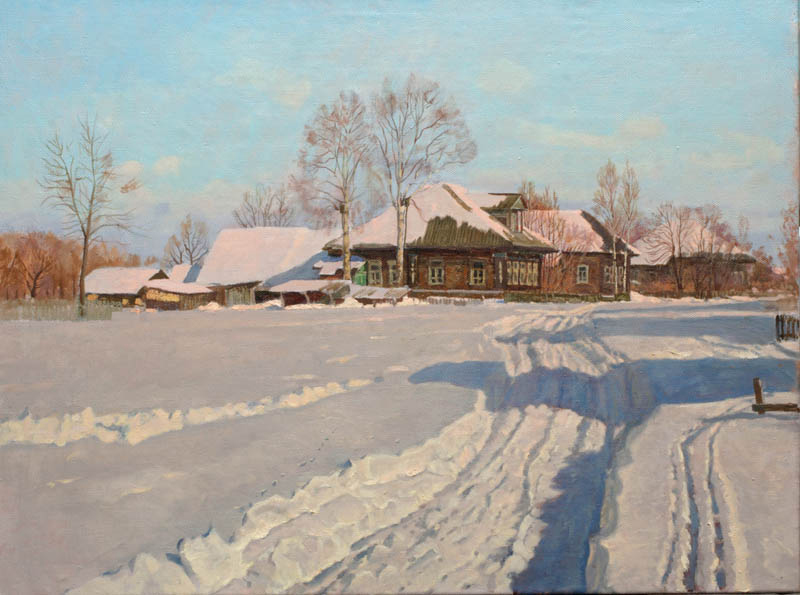
Деревня. 2006
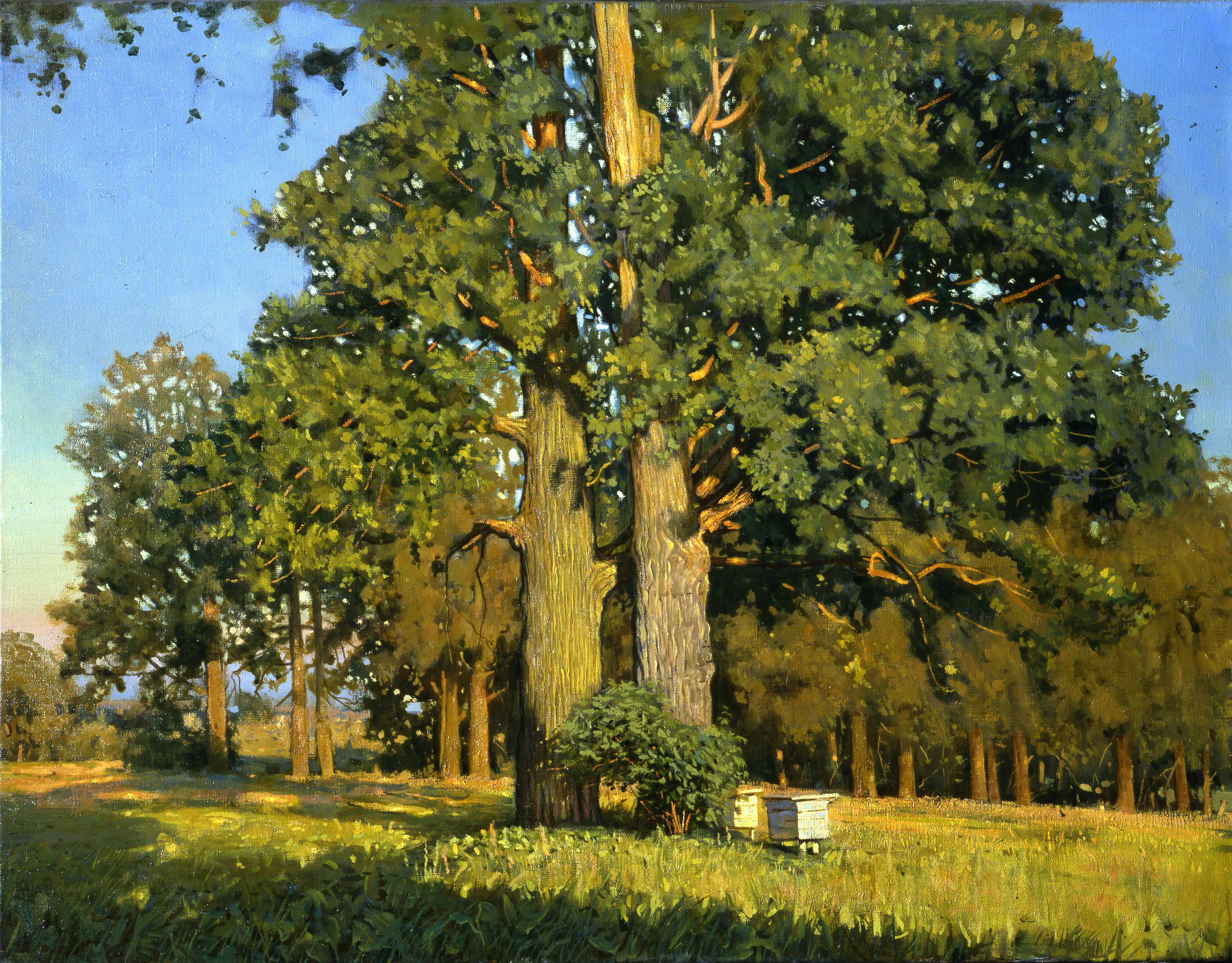
Старые дубы. 1999
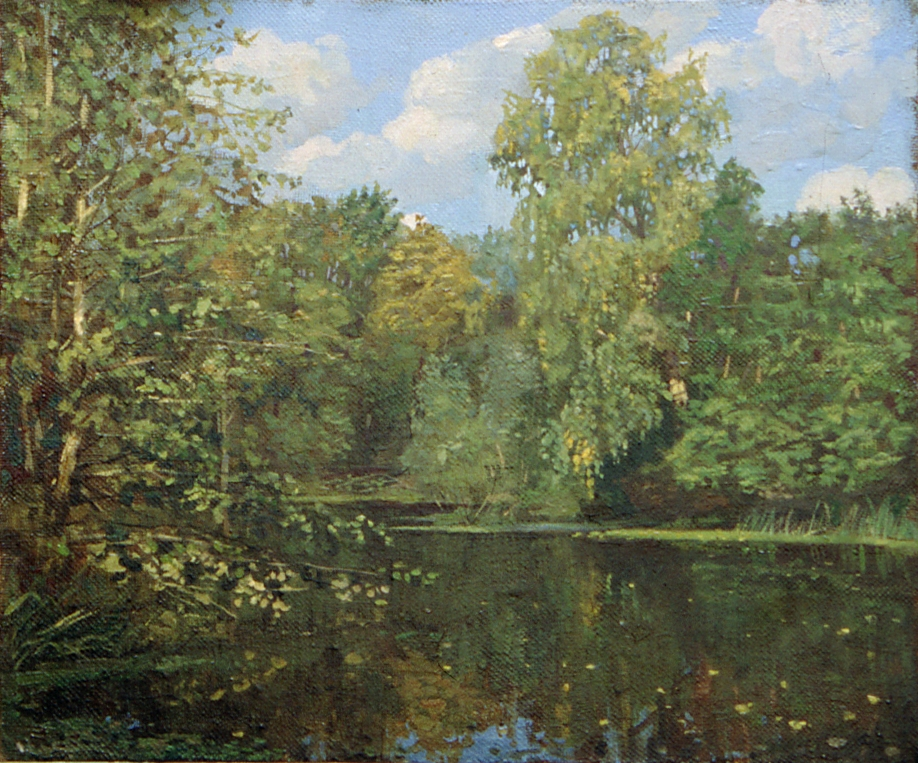
Барский пруд. 2004
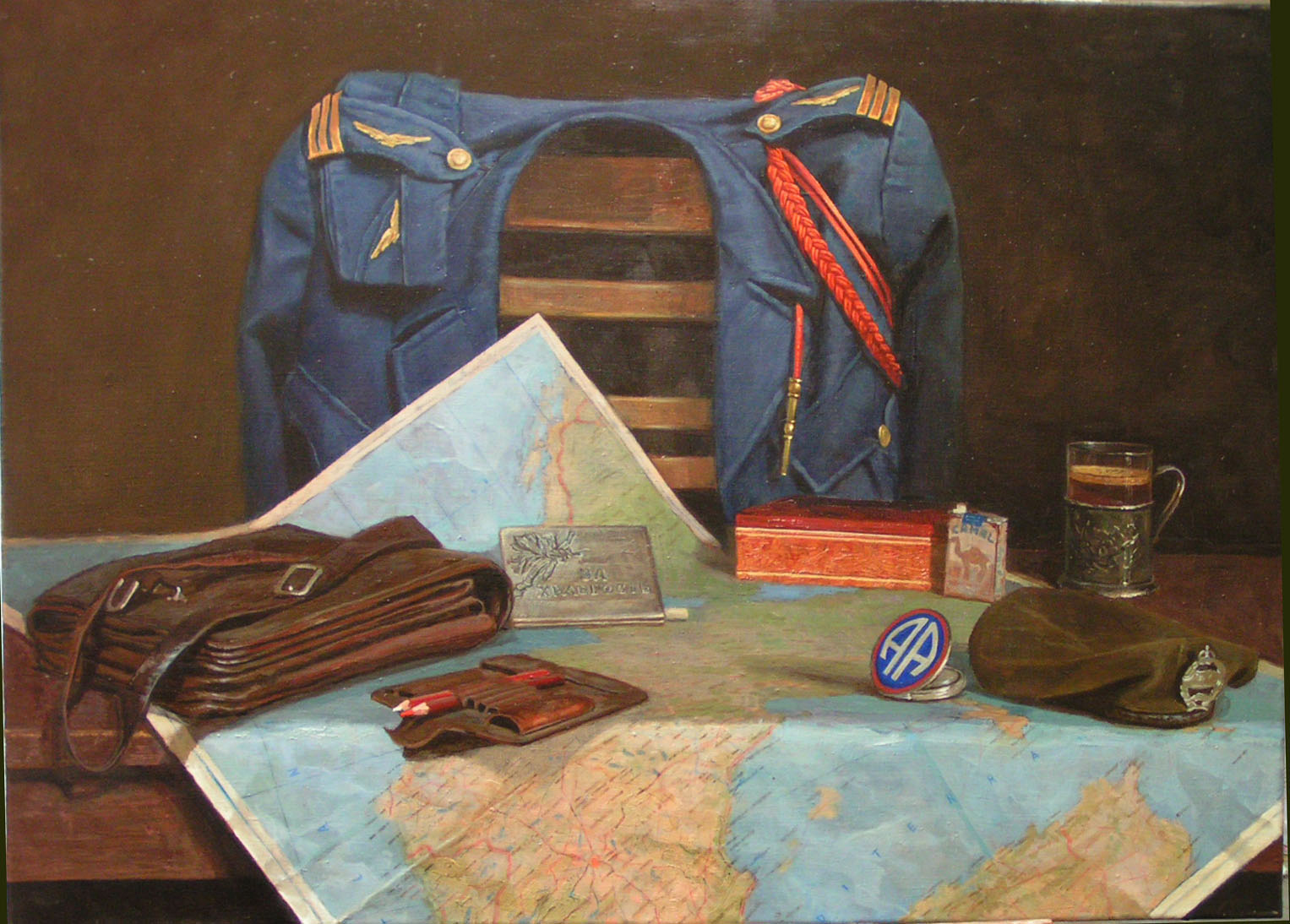
Союзники. 2000
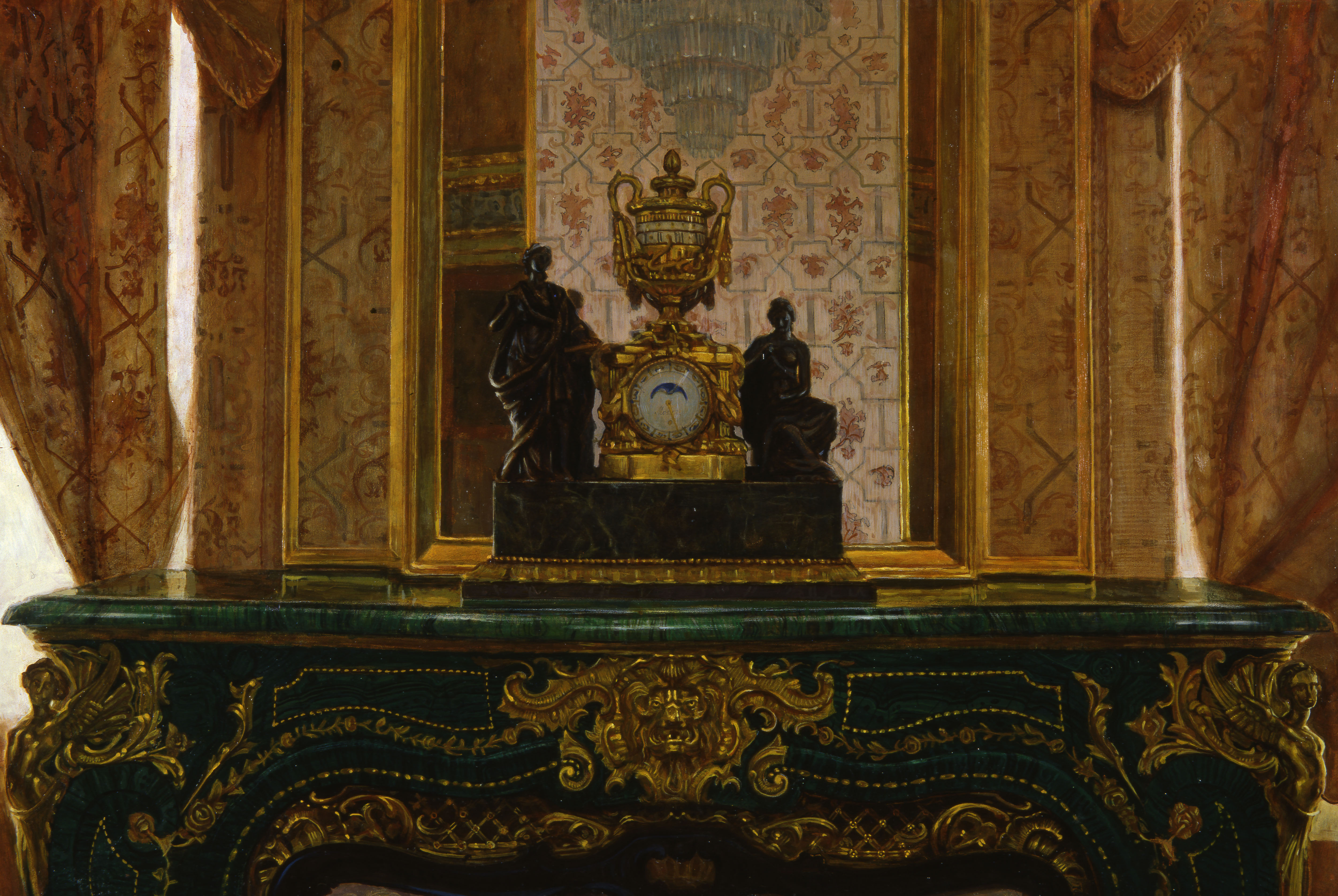
Малахитовый камин в будуаре Императрицы. 2004
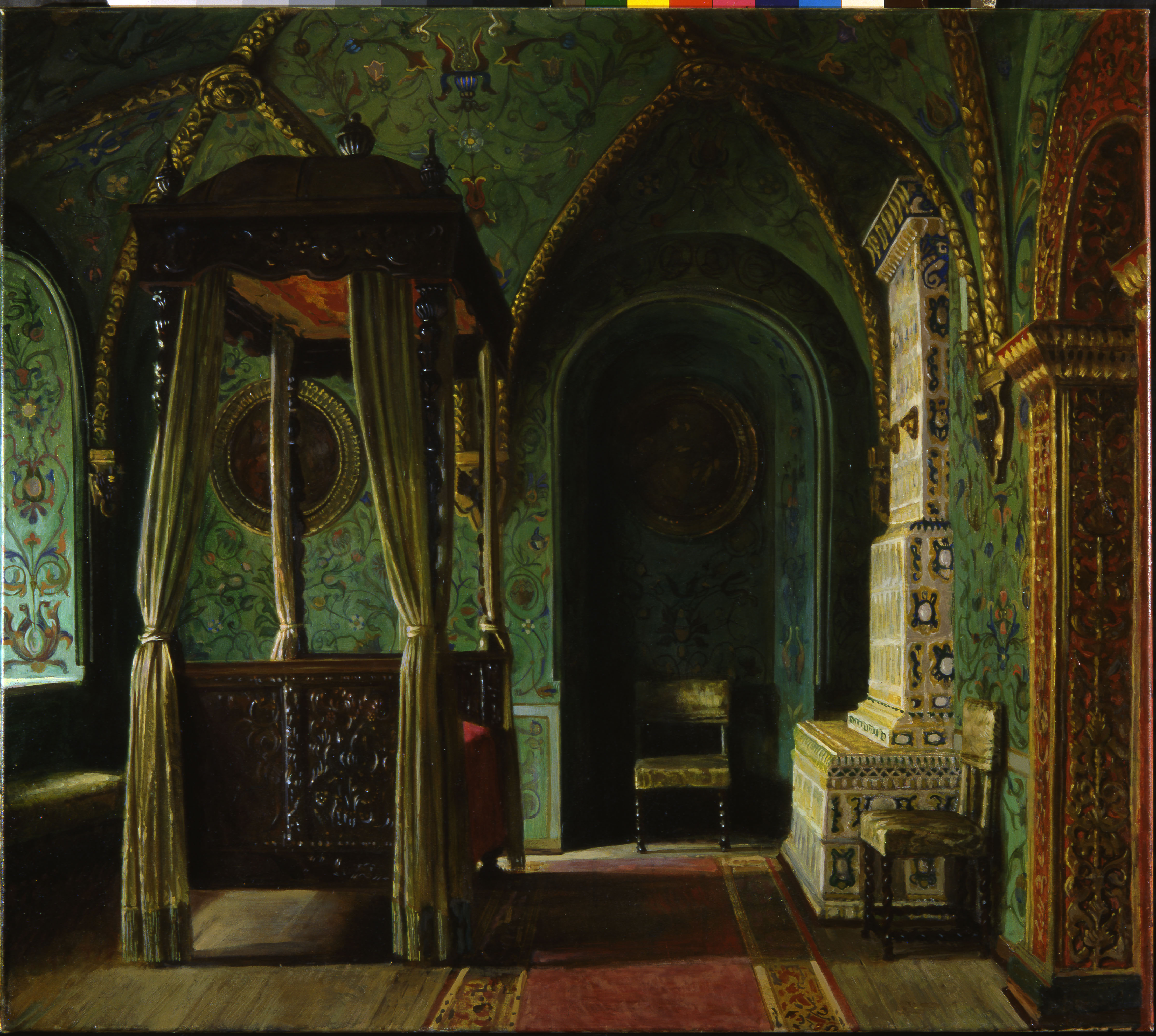
Царская опочивальня. 2004
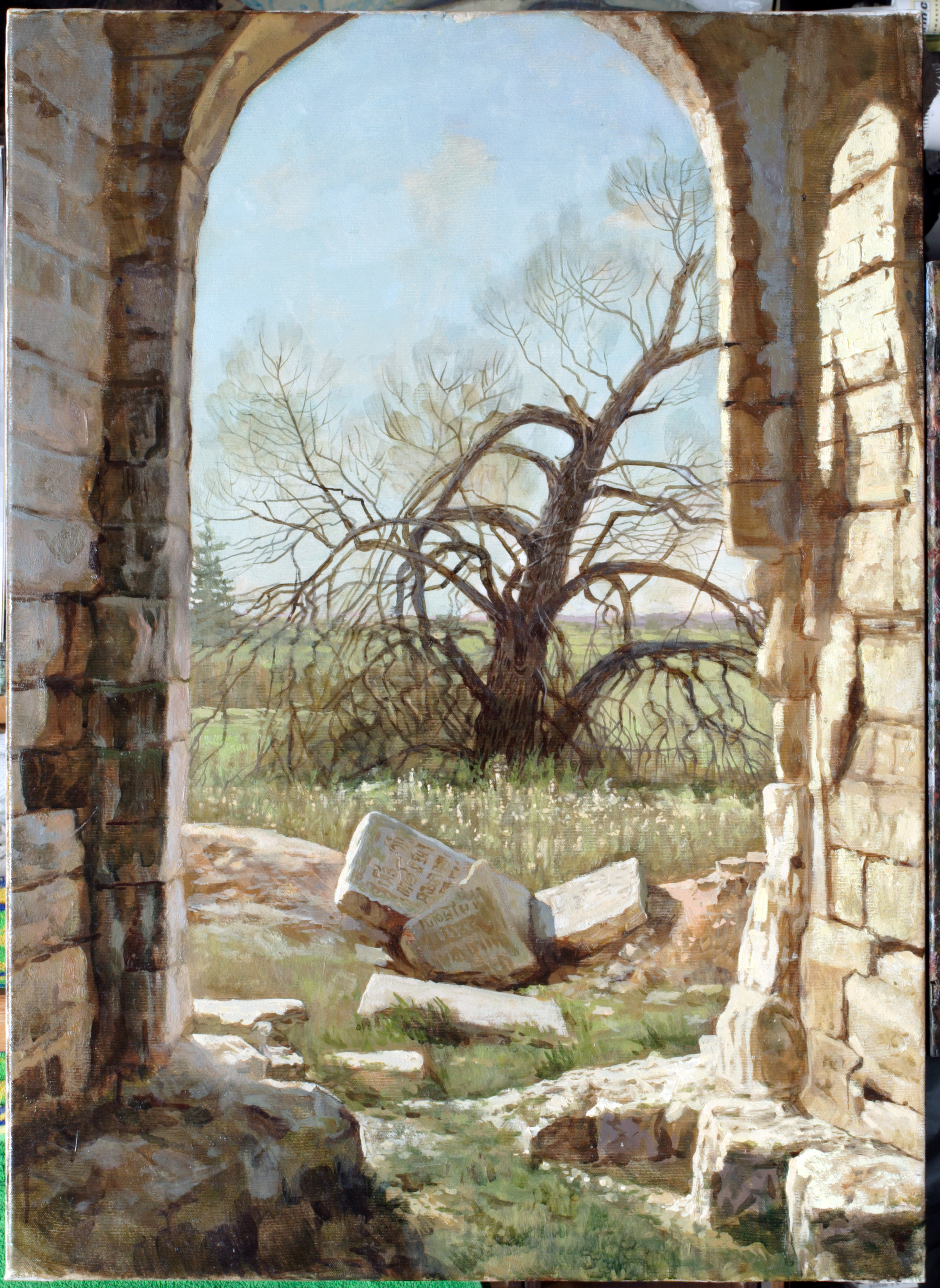
Хронос. 2007